# Bussy-en-Othe
Bussy-en-Othe é uma comuna francesa na região administrativa de Borgonha-Franco-Condado, no departamento de Yonne. Estende-se por uma área de 58 km². Em 2010 a comuna tinha 734 habitantes (densidade: 12,7 hab./km²).